# Oecomys auyantepui
Oecomys auyantepui is een zoogdier uit de familie van de Cricetidae. De wetenschappelijke naam van de soort werd voor het eerst geldig gepubliceerd door Tate in 1939.